# Arthur Verbeeck
Arthur 'Tuur' Verbeeck is een personage uit de Vlaamse soap Thuis. Tuur werd gespeeld door Nand Buyl en speelde tussen oktober 2005 en februari 2006.

## Fictieve biografie
Wanneer zijn vrouw Germaine overlijdt, verhuist Tuur naar een bejaardentehuis. Daar leert hij een nieuwe vrouw kennen: Jetteke. Maar op een dag breekt er brand uit in het bejaardentehuis. Tuur komt logeren bij zijn nichtjes Rosa en Jenny, maar is wel gescheiden van zijn Jetteke (die bij haar zoon verblijft).
Tuur en Jetteke proberen elkaar zo veel mogelijk te zien, maar dat is niet makkelijk. Zeker niet omdat Jettekes zoon niet graag heeft dat ze elkaar zien (hij denkt dat Tuur alleen maar uit is op haar erfenis). Uiteindelijk draait Jettekes zoon bij en is Tuur welkom in de familie. Ze vertrekken samen om te gaan samenwonen.